# Begonia davisii
Espèce
Begonia davisii est une espèce de plantes de la famille des Begoniaceae. Ce bégonia est originaire du Pérou. L'espèce fait partie de la section Eupetalum. Elle a été décrite en 1876 par Joseph Dalton Hooker (1817-1911). L'épithète spécifique davisii signifie « de Davis », en hommage à Walter Davis (en) qui envoya un spécimen type à John Gould Veitch (1839-1870), des pépinières Veitch,. 

## Répartition géographique
Cette espèce est originaire du pays suivant : Pérou.